# Estniska SSR
Estniska socialistiska sovjetrepubliken, förkortat Estniska SSR, var namnet på Estland under åren under sovjetisk ockupation 1940–1941 och som sovjetrepublik 1944–1991.

## Historik
I samband med undertecknandet av Molotov-Ribbentroppakten mellan Sovjetunionen och Tyskland tillföll Estland den sovjetiska intressesfären, eftersom det var ett av de länder Hitler utlovat att inte anfalla i händelse av det allt mer stundande kriget. Efter Polens sammanbrott 1939 krävde Sovjetunionen flyg- och flottbaser på estniskt territorium. Den estniska statsledningen tvingades acceptera detta samt underteckna en biståndspakt med Sovjetunionen. En ny regering tillträdde, vilken sökte föra en mer sovjetvänlig politik. Trots detta anklagade Sovjetunionen den nya regeringen för sovjetfientlighet varpå sovjetiska styrkor besatte landet 1940. Ett nytt parlament, lojalt mot Sovjetunionen, utsågs i strid med författningen. Detta parlament proklamerade sedermera Estlands anslutning till Sovjetunionen. 
Genom anslutningen till Sovjetunionen bildades Estniska SSR år 1940. Flertalet västländer erkände aldrig Estland som en del av Sovjetunionen. Storbritannien och USA m.fl. behöll diplomatiska relationer med representanter för republiken Estland.
Estland ockuperades av Tyskland  hösten 1941 under Operation Barbarossa som inleddes den 22 juni 1941 och tillföll det tyskockuperade Ostland till och med år 1944.
1944 återerövrade Sovjetunionen Estland och Estniska SSR återupprättades. Under sovjetiskt styre blev Estniska SSR en viktig del av det sovjetiska gränsstyret och stora delar av den estniska kusten stängdes av och den lokala befolkningen fick flytta, vilket hade förödande konsekvenser för den estniska fiskenäringen. Den sovjetiska militären kontrollerade mellan 14 och 25 procent av Estlands territorium, 3800 km kust och 1500 öar.
Under det sovjetiska styret deporterades och avrättades en stor del av den estniska befolkningen. Enligt en vitbok publicerade av det estniska parlamentet Riigikogu föll 180 000 personer offer, vilket motsvarar 17 procent av Estlands befolkning.
Under Olympiska sommarspelen 1980 i Moskva anordnades segeltävlingarna i Tallinn.
Folkomröstningen i Sovjetunionen 1991 om Sovjetunionens framtid som hölls den 17 mars 1991 bojkottades av myndigheterna i Estniska SSR och fem andra sovjetrepubliker. I de övriga nio sovjetrepubliker röstade en överväldigande majoritet (77,8%) för att behålla Sovjetunionen. I de bojkottande republikerna hölls frivilliga folkomröstningar av prosovjetiska organisationer, ej sanktionerade av de lokala myndigheterna, och i den estniska inofficiella omröstningen röstade 74,16% för att behålla Sovjetunionen Estland hade emellertid redan hållit en officiell folkomröstning den 3 mars 1991 om huruvida republiken som ockuperades 1940 skulle återupprättas. I den officiella folkomröstningen i Estland röstade 77,8% för ett återupprättande av den estniska republiken.
Efter Sovjetunionens fall 1991 blev Estland åter en självständig stat.